# Ambiente (Messe)

## Einleitung
Ambiente ist eine internationale Konsumgütermesse, die jährlich Anfang Februar in den Messehallen der Messe Frankfurt in Frankfurt am Main stattfindet. Sie gilt als eine der weltweit bedeutendsten Veranstaltungen ihrer Art und richtet sich ausschließlich an Fachbesucherinnen und Fachbesucher. Die Messe dient als zentrale Plattform für das internationale Ordergeschäft, die Präsentation von Produktneuheiten sowie den Austausch innerhalb der Konsumgüterbranche.

## Geschichte und Veranstaltungsprofil
Die Ambiente wird von der Messe Frankfurt veranstaltet und findet seit mehreren Jahrzehnten jährlich in Frankfurt am Main statt. Die Messe hat sich im internationalen Messekalender als zentraler Branchentreffpunkt für Konsumgüter etabliert.
Die Veranstaltung richtet sich ausschließlich an Fachbesucherinnen und Fachbesucher und findet in der Regel Anfang Februar statt. Sie bietet Unternehmen eine Plattform, um neue Produkte vorzustellen, Markttrends zu präsentieren und internationale Geschäftskontakte zu knüpfen. Die Ambiente versteht sich dabei sowohl als Ordermesse als auch als Impulsgeber für den globalen Konsumgütermarkt.
Im Jahr 2025 zählte die Messe laut Angaben der Veranstalterin rund 3.754 Aussteller aus über 170 Ländern sowie 105.291 Besucherinnen und Besucher aus mehr als 170 Nationen. Der Anteil internationaler Besucher lag bei 71 %.

## Produktbereiche
Die Ambiente gliedert sich in drei zentrale Produktbereiche, die auf die unterschiedlichen Anforderungen des Konsumgüterhandels und der Beschaffungsseite ausgerichtet sind:

### Dining
Produkte rund um Tischkultur, Küche, Haushaltswaren und Gastronomiebedarf. Dazu zählen unter anderem Geschirr, Besteck, Gläser, Koch- und Backutensilien sowie Angebote für die professionelle Gastronomie (HoReCa).

### Living
Möbel, Wohnaccessoires und dekorative Artikel für Innen- und Außenräume, einschließlich Konzeptlösungen für Interior Design.

### Giving
Geschenkartikel, Papeterie, saisonale Produkte und Lifestyleartikel für verschiedene Anlässe und Zielgruppen.
Ergänzend präsentiert die Messe jährlich neue Trends, Konzepte und Innovationen in speziellen Themenformaten wie Sonderschauen oder Präsentationsarealen.

## Rahmenprogramm und Sonderformate
Die Ambiente wird durch ein umfangreiches Rahmenprogramm ergänzt, das Fachbesuchern Orientierung, Inspiration und Wissenstransfer bietet. Zu den zentralen Formaten gehören:

### Trendareal
Hier werden zukünftige Stilrichtungen und Designtrends wie etwa DEEP, REAL und EASE mithilfe kuratierter Produktpräsentationen inszeniert.

### Ambiente Designer des Jahres
Eine Auszeichnung, die Nachwuchsdesigner und Designerinnen fördert und mit einer eigenen Sonderpräsentation gewürdigt wird.

### Ethical Style by Ambiente
Ein Programm mit Fokus auf nachhaltige und ethisch produzierte Produkte. Es ist seit über zehn Jahren ein fester Bestandteil der Messe und profiliert Aussteller mit verantwortungsvollem Sortiment.

### Academy-Formate
Formate wie die Conzoom Solutions Academy oder Hospitality Academy bieten Fachvorträge, Diskussionen und Impulse zu aktuellen Branchenthemen wie Nachhaltigkeit, Vertrieb oder Design.

Ergänzt wird das Programm durch thematische Sonderschauen, Produktdemonstrationen und geführte Touren, die gezielt aktuelle Entwicklungen aufgreifen. Insgesamt ist das Rahmenprogramm ein wichtiger Bestandteil der Messe, der gezielt aktuellen Branchentrends, Wissenstransfer und internationale Vernetzung fördert.

## Bedeutung und Rezeption
Die Ambiente gilt als eine der wichtigsten internationalen Leitmessen für Konsumgüter. Sie ist Teil von Conzoom Circle, mit über 30 Veranstaltungen im Konsumgütermarkt weltweit. Die Ambiente fungiert als zentraler Treffpunkt für Einkäuferinnen und Einkäufer aus Handel, Gastronomie, Hotellerie und dem Objektgeschäft.
Fachmedien und überregionale Wirtschaftspresse heben regelmäßig die Rolle der Messe als Impulsgeberin für Sortimentsgestaltung, Produktdesign und Handelstrends hervor. Auch Themen wie Nachhaltigkeit, neue Vertriebskanäle oder Digitalisierung finden zunehmend Eingang in das Messegeschehen.
Laut Angaben des Veranstalters tragen die drei parallel stattfindenden Messen Ambiente, Christmasworld und Creativeworld gemeinsam maßgeblich zur internationalen Ausstrahlung des Messestandorts Frankfurt am Main bei.